# 本間常悌
本間 常悌（ほんま つねよし、1968年10月28日 - ）は、日本の実業家。株式会社リンコーコーポレーション代表取締役社長。

## 来歴
新潟県村上市出身。1992年、駒澤大学文学部卒業。同年、リンコーコーポレーション入社。
2014年、臨港支店長。2016年、執行役員。2019年4月、常務執行役員。
2019年6月、取締役常務執行役員ならびに新光港運株式会社代表取締役。2022年4月、専務執行役員。
2022年6月、代表取締役社長に就任

。